# الخصائص الدوائية لمضادات الاكتئاب
الخصائص الدوائية لمضادات الاكتئاب غير واضحة بشكل كامل. النظرية العلمية الأقدم وربما الأكثر قبولًا على نطاق واسع فيما يخص عمل مضادات الاكتئاب هي فرضية أحادي الأمين (التي تعود إلى خمسينيات القرن العشرين) التي تنص على أن الاكتئاب يحدث نتيجة لاختلال توازن (غالبًا عوز) النواقل العصبية أحادية الأمين (تحديدًا السيروتونين، والنورإبينفرين، والدوبامين). اقترحِت في الأساس بناء على مشاهدة أن بعض أدوية الهيدرازين المضادة للسل تنتج تأثيرات مضادة للاكتئاب رُبِطت لاحقًا بتأثيراتها المُثبطِة للأكسيداز أحادي الأمين وهو الأنزيم التي يحفز تفكك النواقل العصبية أحادية الأمين. تقوم كل مضادات الاكتئاب المُسوَّق لها حاليًا على فرضية أحادي الأمين كأساس نظري مع إمكانية استثناء الأغوميلاتين الذي يعمل على سبيل الميلاتونين-السيروتونين. رغم نجاح فرضية أحادي الأمين إلا أن فيها قصورًا كبيرًا: أولًا، لكل مضادات الاكتئاب أحادية الأمين بدء عمل متأخر على الأقل أسبوع، وثانيًا، هناك نسبة كبيرة (أكثر من 40%) من مرضى الاكتئاب لا تستجيب بشكل كافٍ لمضادات الاكتئاب أحادية الأمين. الأدلة الأخرى المناقضة لفرضية أحادي الأمين هي الموجودات الأخيرة بأن التسريب الوريدي للكيتامين بمفرده، وهو مضاد لمستقبل ن-ميثيل-د-إسبارتات -نوع من مستقبلات الغلوتامات- ينتج تأثيرات مضادة للاكتئاب سريعة (خلال ساعتين)، وقوية، ومستدامة (تستمر حتى أسبوعين). تفشل طليعة أحادي الأمين أيضًا في تعديل المزاج. للتغلب على هذه العيوب في فرضية أحادي الأمين، اقترِح عدد من النظريات البديلة بما فيها فرضية الغلوتامات، وفرضية علم التخلق، والفرضية العصبية، وفرضية فرط إفراز الكورتيزول، والفرضية الالتهابية. هناك فرضية أخرى مُقترَحة تفسر هذا التأخير هي الفرضية القائلة بأن أحاديات الأمين لا تؤثر بشكل مباشر على المزاج، لكنها تؤثر على الانحيازات الإدراكية العاطفية.

## التكيفات العصبية
تنص الفرضية العصبية بأن الآليات الخلوية الكامنة وراء تنظيم تكوين الأنسجة العصبية لدى البالغين ضرورية لحدوث الشفاء من الاكتئاب، وأن تكوين الأنسجة العصبية يتواسطه عمل مضادات الاكتئاب. زاد الاستعمال المزمن لمضادات الاكتئاب من تكوين الأنسجة العصبية في الحصين (قرن آمون) لدى الفئران. تشير الأبحاث على الحيوانات الأخرى إلى أن التأثيرات طويلة الأمد التي تحدثها مضادات الاكتئاب تعدل التعبير عن المورثات بواسطة بواسطة جينات النظم اليوماوي، ربما عبر تنظيم التعبير عن مجموعة أخرى من المورثات (على سبيل المثال، المورثات الضابطة للنظم اليوماوي).
يشير البدء المتأخر للتأثيرات السريرية لمضادات الاكتئاب مشاركة التغيرات التكيفية في التأثيرات المضادة للاكتئاب. أظهرت الدراسات على القوارض باستمرار أن زيادة تنظيم جملة 5-أحادي فوسفات الأدينوسين الحلقي المُحرضَّة بأنواع عديد من العلاج المضاد للاكتئاب المزمن وليس الحاد بما فيها مثبطات استرداد السيروتونين والنورإبينفرين، ومثبطات الأكسيداز أحادي الأمين، ومضادات الاكتئاب الحلقية، والليثيوم، والاختلاجات الكهربائية. يُصنّع الأدينوسين أحادي الفوسفات الحلقي انطلاقًا من الأدينوسين ثلاثي الفوسفات-5 بوجود الأدينيل سيكلاز، ويُستقلَب بالفوسفودي استراز النيكليوتيدي الحلقي.

## المحور الوطائي النخامي
أحد تظاهرات الاكتئاب هو تغير المحور الوطائي النخامي الذي يمثّل الاستجابة الغدية العصبية للشدة التي تؤدي إلى زيادة إنتاج الكوتيزول يليه اضطراب آلية التغذية الراجعة. من غير المعروف ما إذا كان الخلل في المحور الوطائي النخامي ارتكاسًا أم سببًا للاكتئاب. يشير هذا الملخص إلى أن نموذج عمل مضادات الاكتئاب قد يتمثل بتنظيم وظيفة المحور الوطائي النخامي.

### فرضية أحادي الأمين
في 1965، افترض جوزيف شيلدكراوت فرضية أحادي الأمين عندما افترض وجود ارتباط بين المستويات المنخفضة من النواقل العصبية والاكتئاب. بحلول 1985، استبعِدت فرضية أحادي الأمين حتى أُعيد إحياؤها مع تقديم مثبطات استرداد السيروتونين الانتقائية من خلال التسويق الناجح المُوجَّه مباشرة إلى المُستهلِك، وغالبًا ما يدور الادعاء حول أن مثبطات استرداد السيروتونين الانتقائية تصحح اختلال التوازن الكيميائي الناتج عن نقص السيروتونين ضمن الدماغ.
تٌقاس مستويات السيروتونين في الدماغ البشري بصورة غير مباشرة بأخذ عينة من السائل الدماغي الشوكي والكشف فيه عن مستقلبه الأساسي 5- هيدروكسي حمض الأسيتيك، أو من خلال قياس طليعة السيروتونين وهي التريبتوفان. في إحدى دراسات الدواء الغفل المضبوطة التي موّلها المعهد الوطني للصحة، أُحدِث نضوب في التريبتوفان، لكن لم يُلاحَظ حدوث الاستجابة الاكتئابية المتوقعة. لم تخفف دراسات مماثلة هدفت إلى زيادة مستويات السيروتونين من حدوث أعراض الاكتئاب. في هذا الوقت، لم يكن هناك أي ارتباط بين الأعراض وانخفاض مستويات السيروتونين في الدماغ.
رغم وجود أدلة على أن مضادات الاكتئاب تثبط استرداد السيروتونين، والنورإبينفرين، وبشكل أقل الدوبامين، إلا أن أهمية هذه الظاهرة في تحسين الأعراض النفسية غير معروفة. نظرًا لمعدلات الاستجابة الكلية المنخفضة لمضادات الاكتئاب، والأسباب غير المفهومة للاكتئاب، من المبكر افتراض آلية عمل لمضادات الاكتئاب.